# هابيل
هابيل أو هابل ( بالعبرية הבל) واحدة من أهم الشخصيات التي ذُكرت في سفر التكوين والكتب المقدسة للأديان الإبراهيمية. فذُكر بأنه الشقيق الأصغر لـ قابيل، والابن الأصغر لأول زوجين في تاريخ البشرية كما قيل في الكتب المقدسة ألا وهما آدم وحواء. كان هابيل يمتهن الرعي وذات يوماً قرر هو وشقيقه أن يقدما قرباناً إلى الله، فقدم أبكار غنمه ومن سمانِها فتقبل الله قربانه ولم يتقبل قُربان شقيقه قابيل، لذا أغتاظ قابيل وعزم على قتل شقيقه الأصغر هابيل بدافع الغيرة منه.
كما ورد في سفر التكوين عن هذه الجريمة التي لم تكن كغيرها من الجرائم فهي الأولى والأبشع من نوعها، فتعد أول جريمة في تاريخ البشرية حيث قتل الشقيق شقيقه الأصغر بدافع الغيرة والحقد.

## هابيل من منظور الأديان الإبراهيمية

### هابيل في اليهودية والمسيحية
وفقاً للرواية في سفر التكوين، هابيل (بالعبرية: הֶבֶל Hébel ، في pausa הָבֶל Hā́ḇel؛ اليونانية التوراتية: Ἅβελ هابيل. عربي: هابيل، هابيل) هو الابن الثاني لحواء. يتكون اسمه باللغة العبرية من نفس الحروف الساكنة الثلاثة كجذر يعني "التنفس". اقترح يوليوس ويلهاوزن أن الاسم مستقل عن الجذر. كان إبرهارد شريدر قد طرح سابقا الأكادية (اللهجة الآشورية القديمة) ablu ("الابن") كأصل أكثر احتمالا.

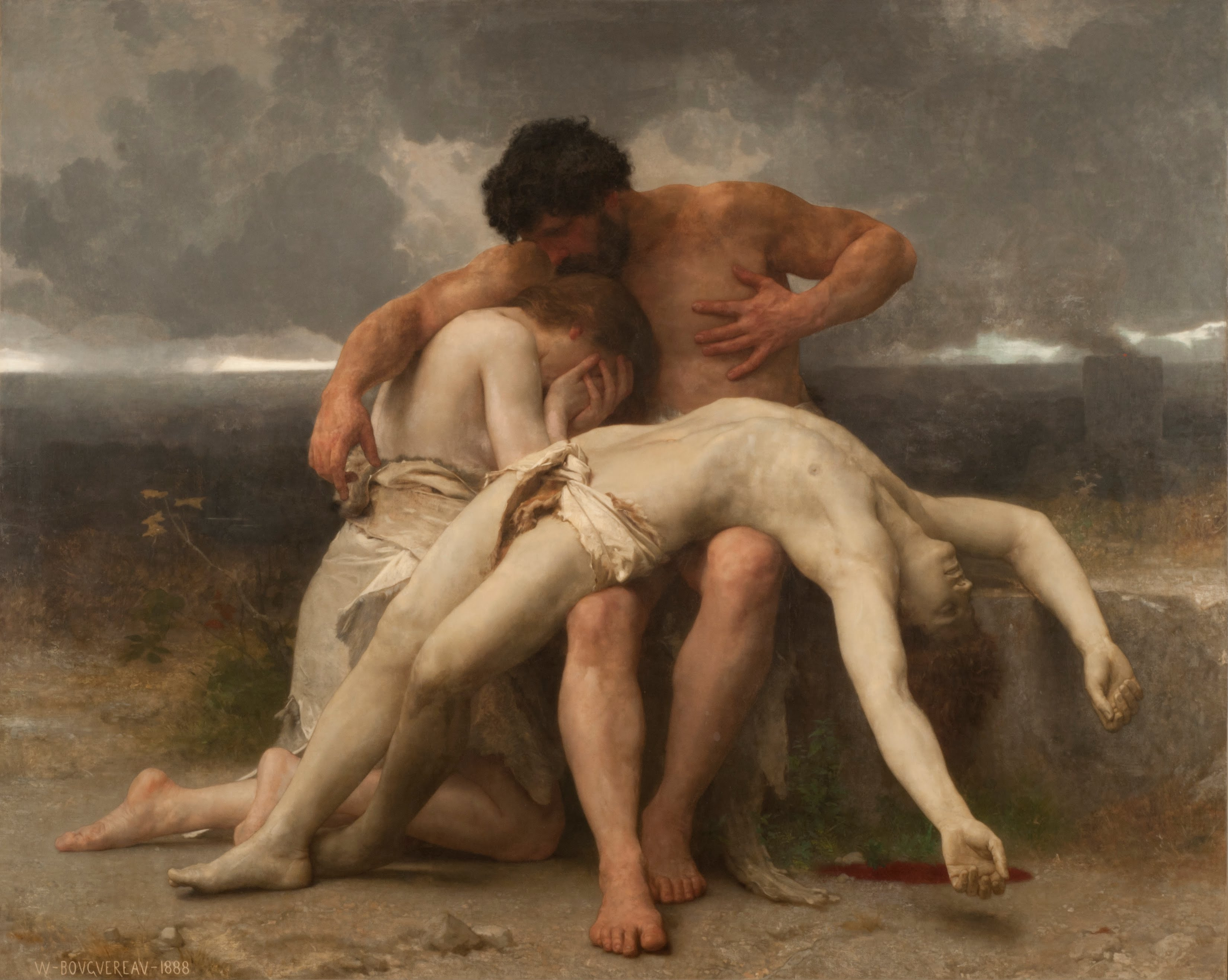
الحداد الأول لوحة زيتية رُسمت بريشة الرسام ويليام أدولف بوجيرو سنة 1888، تجسد حزن آدم وحواء على موت ابنهما هابيل

يقارن المسيحيون أحيانًا بين موت هابيل وموت يسوع، حيث يُنظر إلى الأول على أنه أول شهيد. ففي إنجيل متى 23:35 أرسل اليسوع رسالةً إلى العبريين عن هابيل يقول فيها بأنه "بار"، كما ذكر ذلك في الرسالة إلى العبرانيين "أن الدماء قد سُفكت" بأمور أفضل من دم هابيل" ( التوراة 12:24 ). يُفسَّر دم يسوع على أنه يجلب الرحمة ؛ لكن دم هابيل يدفعنا على الانتقام (ومن هنا حلت علينا اللعنة).
دُعي لهابيل في الكنيسة الرومانية الكاثوليكية، وتضحية شقيقه قابيل وردت في قانون القداس مع تضحيات إبراهيم وملكي صادق. ويحتفل به في الطقوس السكندري بيوم العيد في كل 28 ديسمبر.
وفقًا لكتاب آدم وحواء (في 2: 1-15)، وكتاب سيرة أهل الكهف بين المصادر السريانية والرواية القبطية، وُضع جسد هابيل، بعد عدة أيام من الحداد في كهف الكنوز، وقبله كان آدم وحواء ونسله. صلوا صلاتهم. بالإضافة إلى ذلك، فإن السلالة الشيثية من أجيال آدم يقسمون بدم هابيل لفصل أنفسهم عن غيرهم .
في كتاب أخنوخ أو أنس الله (22: 7) ، الذي يعتبر في معظم التقاليد المسيحية واليهودية خارج الكتاب المقدس، يصف روح هابيل بأنها عُينت قائدًا للشهداء، وتصرخ من أجل الانتقام، من أجل تدمير نسل قابيل. فقد عُرضت وجهة نظر مماثلة لاحقًا في عهد إبراهيم (أ: 13 / ب: 11) ، حيث رُفِع هابيل إلى منصب قاضي يحكم في شأن الأرواح البريئة.
في تكوين رباح (22: 2)، مناقشة تكوين 4: 1 وما يليها. ذكر الحاخام يهوشوا بن كورتشا أن قابيل ولد مع أخت توأم، وهابيل مع أختين توأمين. فيعتمد هذا على المبدأ القائل بأن المادة الاتهامية غير الضرورية، لذا تنقل دائمًا بعض التعاليم الإضافية في ( بيساشيم 22b) بشكل مختلف قليلاً عن ييفاموت 62a حيث يشير في التكوين 4: 2 إلى أن قابيل وأخته وهابيل وأخته (الواحدة).

### هابيل في الغنوصية
يقال في بعض تأويلات سفر التكوين حسب نصوص الغنوصية السرية لليهود والنصارى المبكرة بإن هناك شيطاناً يدعى اليلدابوث قد أغوى قابيل بأنه سوف يصبح إلهاً بشرط أن يضحي بشقيقه، ولكن ما أن نفذ قابيل جريمته البشعة اتضح له بأن الشيطان قد ضحك عليه، ولن يصبح إلهاً، ولكن كان يريده أن يقترف خطيئته ويسفك دم شقيقه. 

### هابيل في المندائية
وفقًا للمعتقدات والكتب المقدسة المندائية، بما في ذلك قلستا، وكتاب جون والكتاب المقدس كنزا ربا، فإن هابيل على صلة بالشخصية الملائكية الخلاصية هيبيل زيوا،  الذي يُتحدث عنه على أنه ابن حي  أو مندا الحي،   وكأخو أنوش وشيث)،  وهو ابن آدم. في مكان آخر، يُقال عن أنوش على أنه ابن شيث، وشيث هو ابن هابيل، حيث أتى هابيل إلى آدم وحواء عندما كان صبيًا صغيرًا عندما كانا لا يزالان عذارى، ولكن كان يُطلق عليه اسم ابنهما. هابيل هو كائن مهم في عالم النور ويغزوا عالم الظلام. هو أحد الشخصيات المتعددة المعروفة باسم الملاك الوصي التقليدي للمندائية.

### هابيل في الإسلام

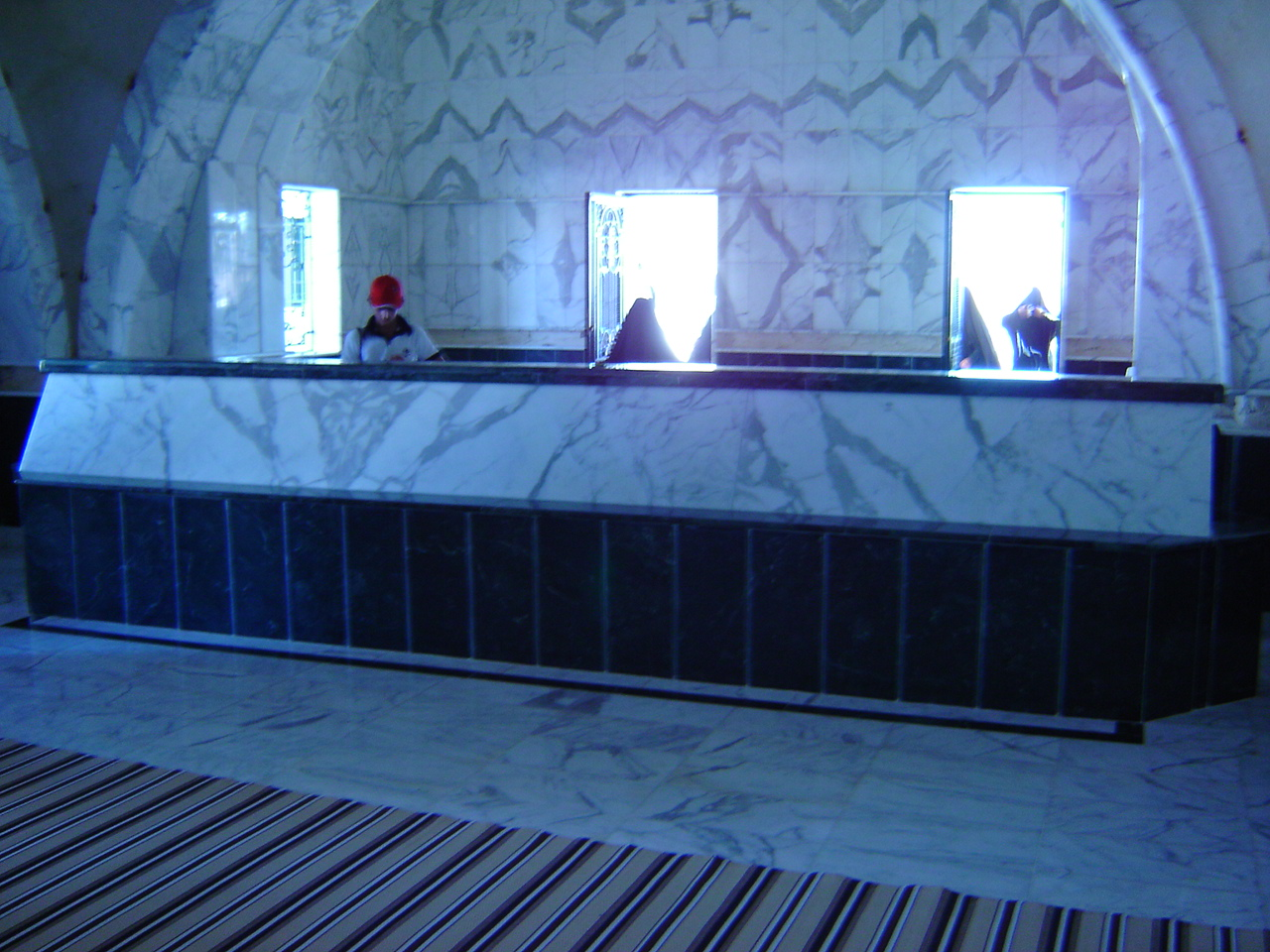
قبر هابيل داخل مسجد النبي هابيل في دمشق

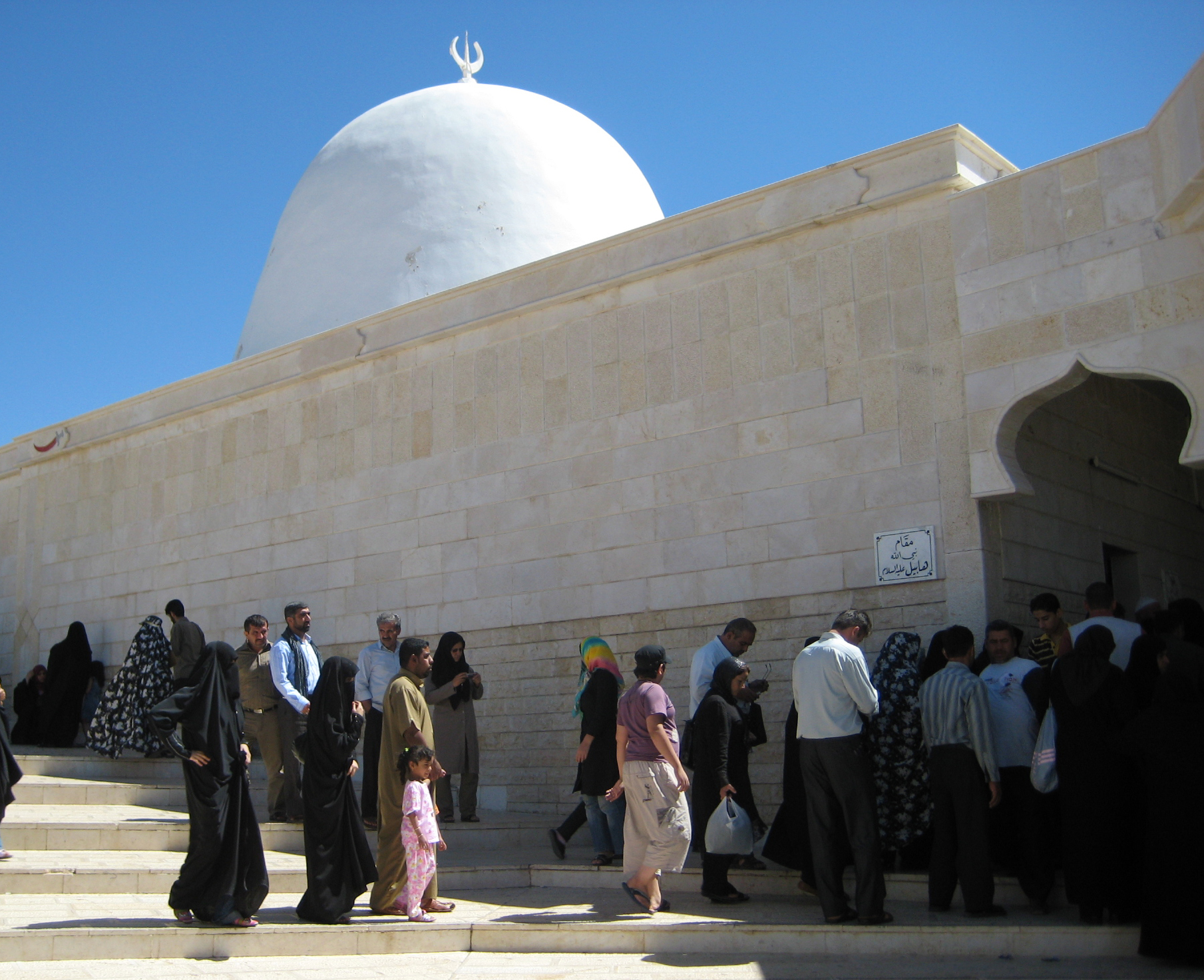
ضريح هابيل في مسجد النبي هابيل في دمشق

يعتقد الشيعة بأن هابيل قد دُفن في مسجد النبي هابيل الواقع على الجبال الغربية لدمشق، بالقرب من وادي الزبداني، المطل على قرى نهر بردى (وادي بردى) في سوريا. فهم يزورون هذا المسجد بشكلٍ مستمر، فقد بُني المسجد على يد الوالي العثماني أحمد باشا عام 1599.

## ممثلين لعبوا دور هابيل
لعب الممثل الإيطالي فرانكو نيرو دور هابيل في فيلم الكتاب المقدس: في البداية ... (1966).
كما لعب الممثل والمنتج الإمريكي بول رود دور هابيل في فيلم العام الأول سنة 2009 .